# Авенгорн
Авенгорн (нід. Avenhorn) — село в нідерландській провінції Північна Голландія. Входить до муніципалітету Коггенланд.
Його площа становить 4,73 км², а населення станом на 2021 рік складало 3 060 осіб.
До 1979 року мало статус окремого муніципалітету.

## Галерея

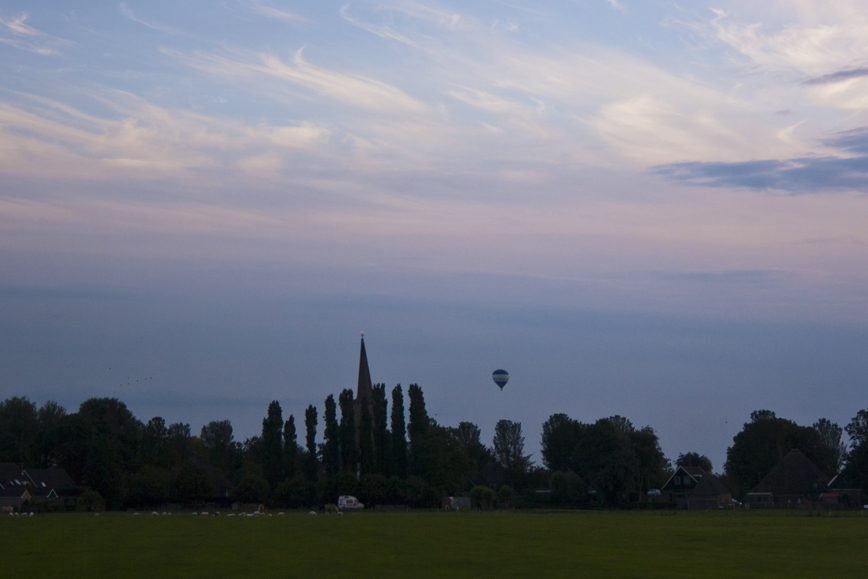
Панорама Авенгорна
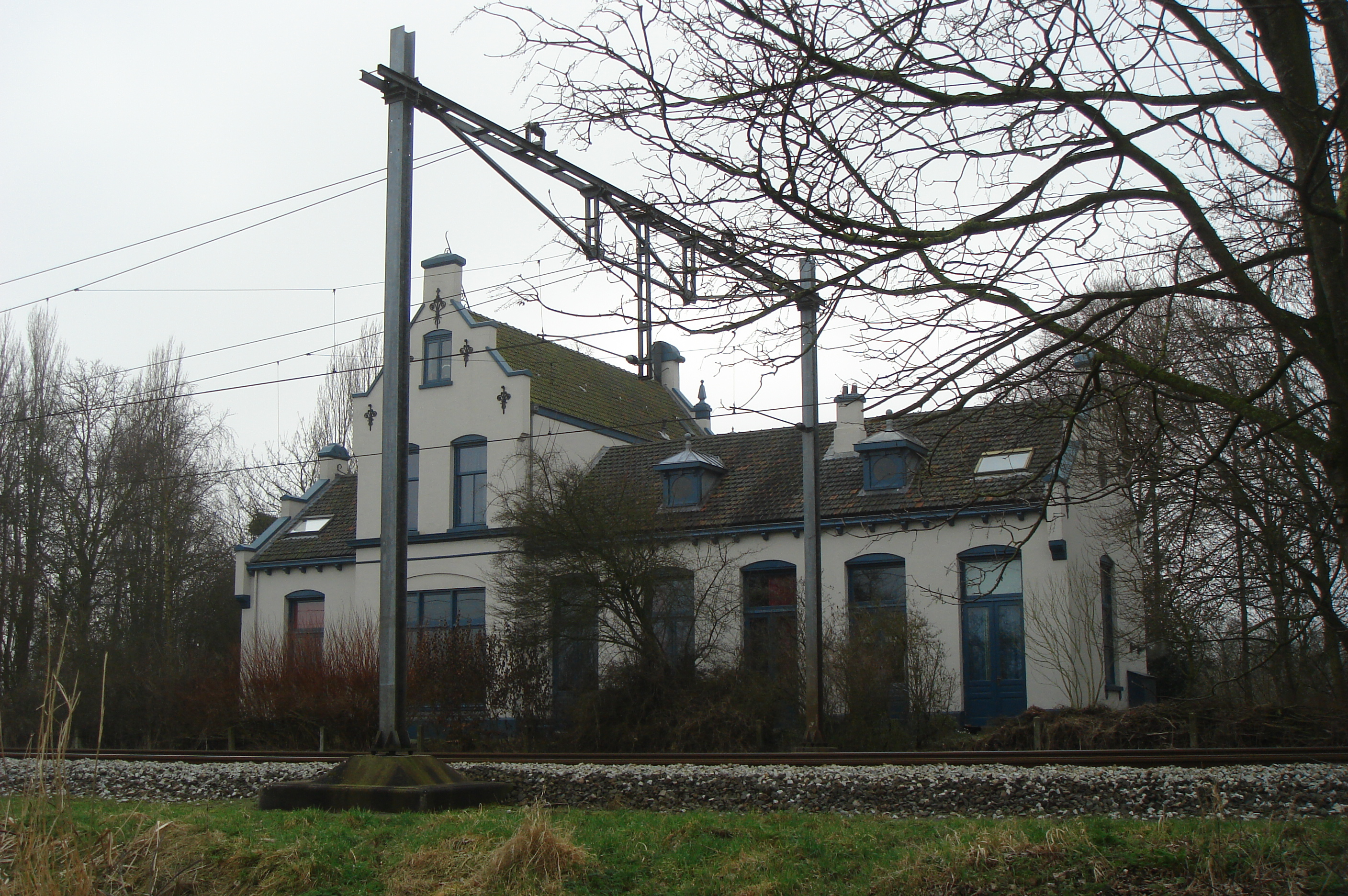
Залізнична станція Авенгорн